# マエストラーレ級フリゲート
マエストラーレ級フリゲート（イタリア語: frigate classe maestrale）は、イタリア海軍のフリゲートの艦級。
先行するルポ級フリゲートの発展型として開発され、その後継として1983年から全部で8隻就役した。なお各艦名はイタリア語における各方位の風向を意味する。

## 設計
船体設計は、ルポ級のそれを拡大したものとされており、排水量にして500t大型化した。船型としては、艦首に強いシアを有する中央船楼船型が採用されており、船体は15の水密区画に区分されている。船体動揺軽減のため固定式のフィンスタビライザーが1組搭載されているほか、水中放射雑音低減のためにプレーリー・マスカーも設置された。なお上部構造物は軽合金製とされた。
主機関もルポ級を踏襲して、フィンカンティエリ系列のグランディ・モトーリ・トリエステ（GMT; 現バルチラ・イタリア）社製のBL-230-20-DVMディーゼルエンジンと、フィアット社のライセンス生産によるゼネラル・エレクトリック LM2500ガスタービンエンジンによるCODOG構成とされた。ただし船体の大型化に対応して、ディーゼルエンジンは大出力化された発展型とされた。また船体が小型であったことから、主機関はパラレル配置とされている。機関区画は、前方から補機室（長さ7.2m）、ガスタービン主機室（長さ9.0m）、歯車減速機室（長さ6.0m）、ディーゼル主機室（長さ9.6m）が配置されている。このCODOG機関は、後に、より大型のミサイル駆逐艦であるデ・ラ・ペンネ級においても踏襲されたが、こちらでは主機関の出力が増強されたほかシフト配置とされている。
電源としては、出力780キロワットのディーゼル発電機を4基搭載しており、補機室とディーゼル主機室に2基ずつ配置されている。

## 装備
本級の装備は、いずれもルポ級のものを踏襲、ないしはそれを発展させたものとされている。

### C4ISR
C4Iシステムの中核となる戦術情報処理装置は、制式名称はかわらずSADOC-2であるが、強化型のIPN-20に更新された。
レーダーとしては、前檣の中段にRAN-10Sが、また艦橋構造物後端の後檣上にRAN-11L/Xが搭載される。RAN-10SはSバンドを使用する対空・対水上捜索用レーダーで、最大探知距離は90海里 (170 km)である。一方、RAN-11L/Xは、長距離捜索用にLバンドを、低空警戒用にXバンドを使用するデュアル・バンド・レーダーであるが、送信機はそれぞれ異なるものを使用している。
ソナーとしては、アメリカ合衆国レイセオン社のDE 1164が搭載される。これは船底装備式のDE 1160Bと可変深度式のDE 1163を統合したものであり、可変深度ソナーの吊下深度は600-900メートルとされている。

### 武器システム
武器システムはおおむねルポ級のものを踏襲しているが、対潜火力を増強するためA184両用魚雷（最大雷速38ノット、最大雷速時射程17km）のための533mm魚雷発射管が追加された。また個艦防空ミサイル・システムは、ルポ級ではアメリカ製のシースパローIBPDMSが採用されていたのに対して、本級ではこれを元にした国産のアルバトロスとされ、その8連装発射機の装備位置も、艦橋直前の船楼前端部とされている。
砲熕兵器としては、ルポ級と同様に、オート・メラーラ社製127mmコンパット砲1基とブレダ社製コンパット70口径40mm連装機銃が2基搭載された。前者はNA-30A射撃指揮装置による統制を受けており、これは射撃指揮レーダーとしてRTX-30Xと、これを補完する光学方位盤としてOG-30と連接されている。なお、RTX-30Xは個艦防空ミサイルの誘導にも用いられる。一方、後者はRTX-20X射撃指揮レーダーおよびMM59補助光学方位盤と連接されて、近接防空用のダルド・システムとして構築されている。
電子戦システムとしては、電子攻撃と電子戦支援の両用機であるエレットロニカ社製ニュートン・ラムダ電波探知妨害装置が搭載された。またこれと連動するチャフ・フレア発射機としては、105mm口径・20連装の多用途発射機であるSCLARが煙突両脇の01甲板レベルに1基ずつ搭載されている。

### 航空システム
船体の大型化に伴って航空艤装も強化されており、格納庫はより大型の固定式のものとされた。これによって艦載機は2機に増加している。ヘリコプター甲板は、長さ27m×幅12mを確保した。

## 同型艦

### 運用史
本級は、ルポ級・アルティリエーレ級とともにイタリア海軍のフリゲート戦力の一翼を担い、艦隊のワークホースとして活躍してきた。しかし老朽化と防衛予算縮減に伴い、2013年以降、次世代のカルロ・ベルガミーニ級フリゲートと入れ替わりで退役する予定である。
2012年のジェーン誌および世界の艦船誌の報道によれば、近い将来、2隻の退役艦がフィリピン海軍に売却される交渉が行われていたが、フィリピン政府が国際入札による護衛艦の新造を決心したため、交渉は白紙となった。2013年7月8日、フィリピン政府は入札に先立ちAFP通信を通じて記者会見を開催し、イタリア政府に対して「マエストラーレ級を新造するならば、護衛艦として新造される2隻を購入する」旨のラブコールを送っている。
2025年4月1日、最後に残っていた2番艦グレカーレが退役し、本級はイタリア海軍から姿を消した。

### 一覧表
| #    | 艦名                         | 造船所           | 起工      | 就役      | 母港           | 退役           |
| ---- | ---------------------------- | ---------------- | --------- | --------- | -------------- | -------------- |
| F570 | マエストラーレ ITS Maestrale | リヴァ・トリゴソ | 1978年3月 | 1982年3月 | ラ・スペツィア | 2015年12月15日 |
| F571 | グレカーレ ITS Grecale       | ムッジャーノ     | 1979年3月 | 1983年2月 | ラ・スペツィア | 2025年4月1日   |
| F572 | リベッチオ ITS Libeccio      | リヴァ・トリゴソ | 1979年8月 | 1983年2月 | ターラント     | 2024年2月29日  |
| F573 | シロッコ ITS Scirocco        | リヴァ・トリゴソ | 1980年2月 | 1983年9月 | ラ・スペツィア | 2020年2月20日  |
| F574 | アリセオ ITS Aliseo          | リヴァ・トリゴソ | 1980年2月 | 1983年9月 | ターラント     | 2017年9月8日   |
| F575 | エウロ ITS Euro              | リヴァ・トリゴソ | 1981年4月 | 1984年4月 | ラ・スペツィア | 2019年10月2日  |
| F576 | エスペロ ITS Espero          | リヴァ・トリゴソ | 1982年8月 | 1985年5月 | ターラント     | 2021年6月30日  |
| F577 | ゼッフィーロ ITS Zeffiro     | リヴァ・トリゴソ | 1983年3月 | 1985年5月 | ターラント     | 2023年10月5日  |